# Calophyllum rupicola
Calophyllum rupicola är en tvåhjärtbladig växtart som beskrevs av Henry Nicholas Ridley. Calophyllum rupicola ingår i släktet Calophyllum och familjen Calophyllaceae. Inga underarter finns listade i Catalogue of Life.